# 不归桥
37°57′22.05″N 126°40′14.15″E / 37.9561250°N 126.6705972°E

共同警备区地图，左下方的「Bridge of No Return」即为不归桥

不归桥（： 或 ），原名「板門橋」（／），位于朝鲜半岛的共同警备区，坐落于军事分界线上。因架於沙川江，在朝鲜被稱為沙川橋（／）。在1953年朝鲜战争结束时，这座桥用来向南北双方交换战俘。“不归桥”的名字来源于朝鲜战争战俘遣返问题，联合国军所俘虏的朝鲜战俘大多可以选择前往北方的朝鲜民主主义人民共和国或者南方的大韩民国，但一旦踏上桥后则不许反悔而后退。

## 使用
最后一次利用此桥交换俘虏是在1968年释放普韦布洛号船员，他们獲准通过此桥进入韩国。朝鲜方面经常使用这座桥，直到1976年8月发生板门店事件。发生事件后联合国军司令部要求在共同警备区内明确标示出军事分界线。朝鲜在72小时内在共同警备区北部建造了一座新的桥梁（72小时桥），此桥遂不再使用。
军事分界线贯穿不归桥中心。桥两端为各自的哨站。朝鲜人民军哨站在联合国军方面称为KPA#4，联合国军哨站称为CP#3（于20世纪80年代中期遗弃）。CP#3哨站附近為树木环绕，仅在冬季的几个月里能从另外一个联合国军哨站CP#5看到。朝鲜人民军多次试图通过不归桥从CP#3哨站绑架联合国军人员进入朝鲜境内。
由于CP#3哨站靠近朝鲜边境，其到达路径由朝鲜检查站包围，且朝鲜一方多次企图绑架在那里工作的联合国军司令部人员，CP#3被人称作“世界上最孤独的前哨”。2003年时，桥梁渐渐老化需要进行维修。据CNN报道，美国政府提出由他们主动修复桥梁或修建新桥的请求，但都被朝鲜拒绝。

## 主要事件
- 小交换行动（Operation Little Switch），1953年4月
- 大交换行动（Operation Big Switch），1953年4月到9月
- 释放普韦布洛号船员，1968年12月23日
- 板门店事件，1976年8月18日

## 纪念仪式

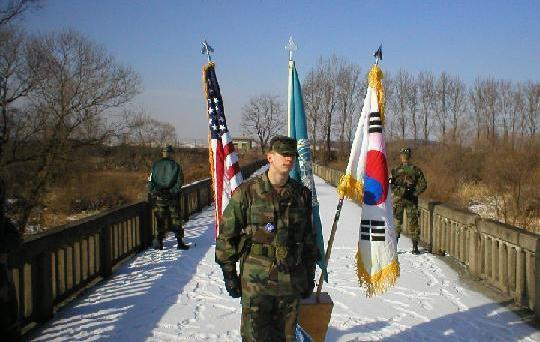
在桥上举行仪式的士兵

驻扎在共同警备区柏尼法斯营和自由钟营的美国陆军士兵獲准在不归桥举行晋升或延长服役仪式，其位置在不归桥中心朝韩分界线韩国一侧，美军或韩国军队举行仪式时，两名卫兵会面对西侧朝鲜方向。

## 相册

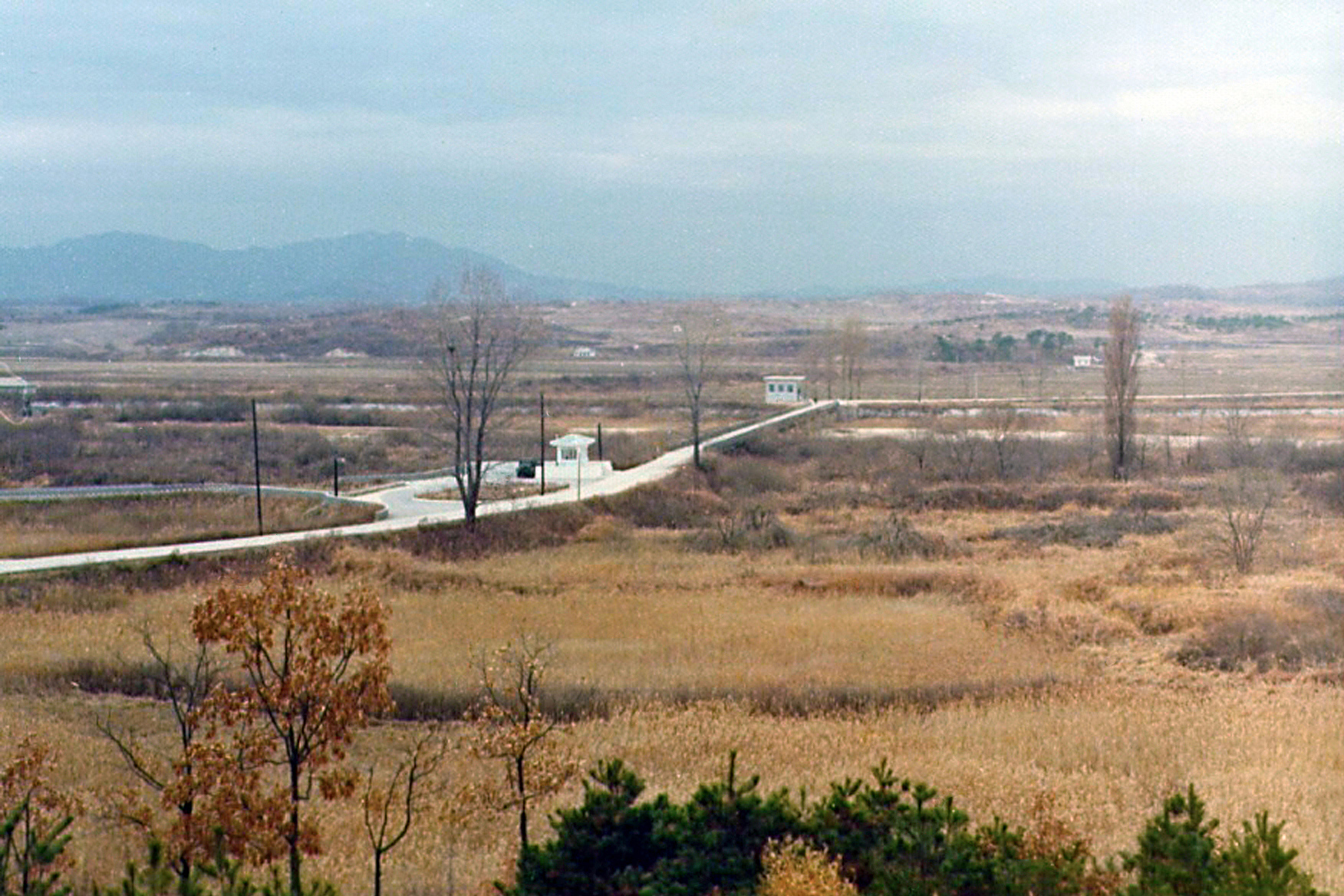
1975年12月的不归桥
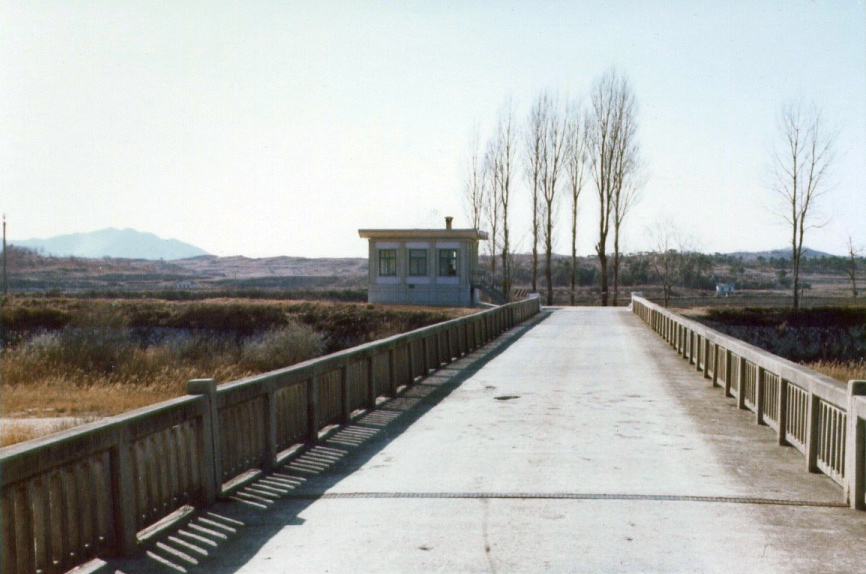
1976年3月的不归桥
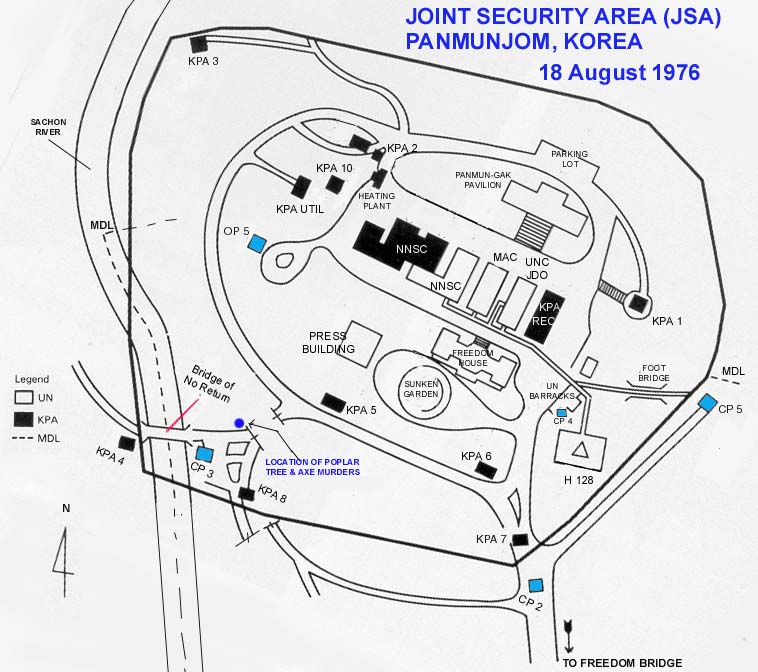
1976年的共同警备区
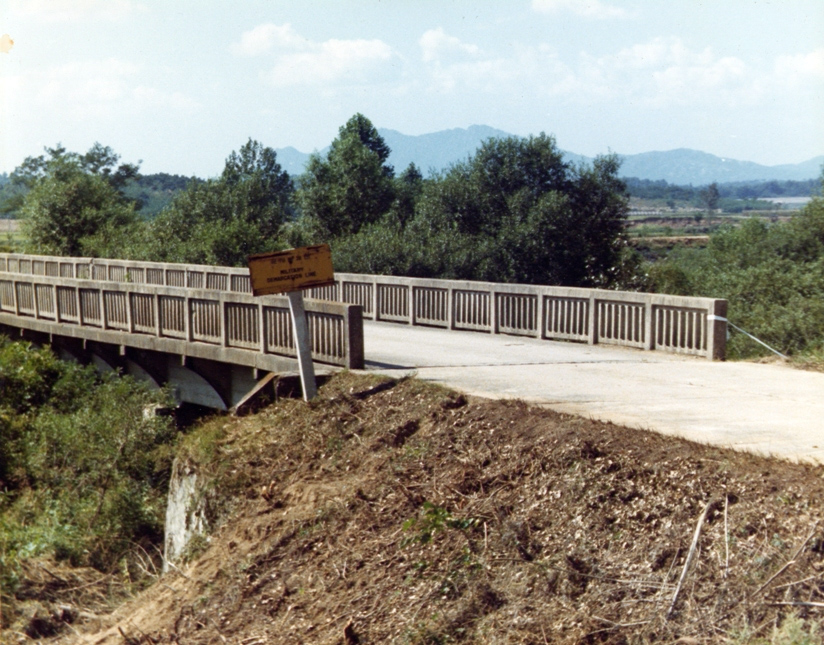
不归桥靠南一侧
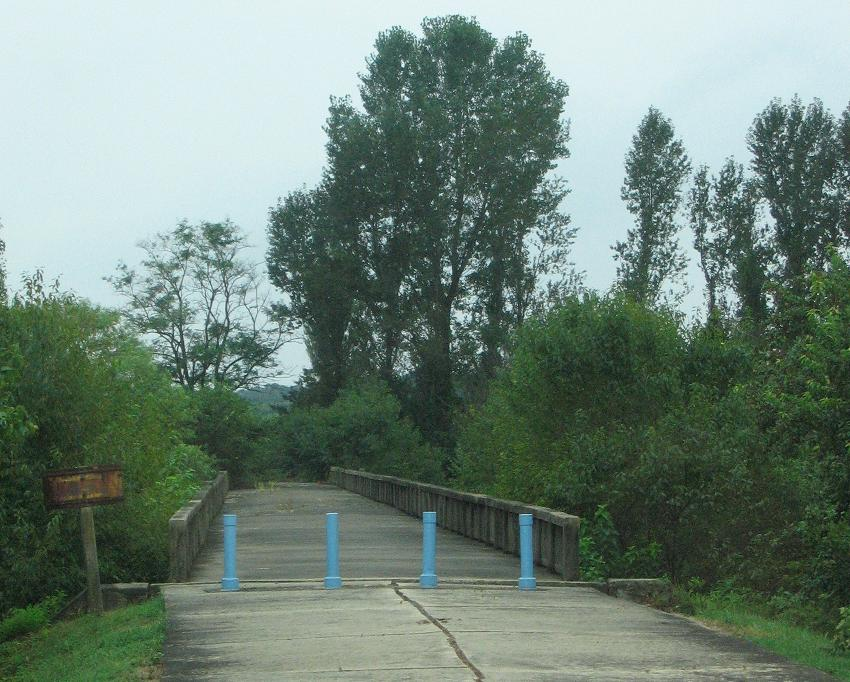
2006年的不归桥